# Дизаналіт
Дизаналіт — мінерал, ніобіїстий різновид перовськіту.

## Етимологія та історія
Вперше виявлений у зернистих вапняках поблизу Фогтсбурга (нагір'я Кайзерштуль, Шелінген, Німеччина).

## Загальний опис
Складний оксид.
Формула: (Ca, Na)(Ti, Nb)O3 (до 26 % Nb2О5). За іншою версією: 6RTiO 3.RNb2O5, де R = Ca, Fe, Mn, Се і Na2.
Зустрічається у вигляді маленьких чорних кубиків у вапняках Фогтсбургa та у Магнет-Коув в Арканзасі.